# Mesochorus leviculus
Mesochorus leviculus là một loài tò vò trong họ Ichneumonidae.